# Trophée Rigoberto Lamonica
Le Trophée Rigoberto Lamonica (en italien : Trofeo Rigoberto Lamonica) est une course cycliste italienne disputée le 18 septembre à Osimo, dans la région des Marches. Créé en 1988, il rend hommage à l'ancien organisateur de courses cyclistes Rigoberto Lamonica, mort d'une maladie en 1966 à 59 ans,. 
Durant son existence, la course fait partie du calendrier national de la Fédération cycliste italienne.

## Histoire
Les éditions 2006 et 2019 sont annulées, respectivement en raison d’inondations puis de problèmes financiers. En 2020 et 2021, Le Trophée n'est pas organisé en raison du contexte sanitaire lié à pandémie de Covid-19. 

## Palmarès
| Année     | Vainqueur               | Deuxième            | Troisième             |  |
| --------- | ----------------------- | ------------------- | --------------------- |  |
| 1988      | Mario Austero           |                     |                       |  |
| 1989      | Fabio Laghi             |                     |                       |  |
| 1990      | Giuseppe Guerini        |                     |                       |  |
| 1991      | Roberto Petito          |                     |                       |  |
| 1992      | Maurizio Nuzzi          |                     |                       |  |
| 1993      | Filippo Simeoni         |                     |                       |  |
| 1994      | Massimiliano Gentili    |                     |                       |  |
| 1995      | Marco Vegnani           |                     |                       |  |
| 1996      | Maurizio Frizzo         |                     |                       |  |
| 1997      | Mauro Sandroni          |                     |                       |  |
| 1998      | Paolo Bossoni           |                     |                       |  |
| 1999      | Giorgio Felizani        |                     |                       |  |
| 2000      | Gianluca Fanfoni        |                     |                       |  |
| 2001      | Yaroslav Popovych       | Claudio Bartoli     | Luis Felipe Laverde   |  |
| 2002      | Aleksandr Bajenov       |                     |                       |  |
| 2003      | Michele Scotto D'Abusco | Sergueï Lagoutine   | Stelvio Michero       |  |
| 2004      | Vladimir Efimkin        | Andrei Kunitski     | Alessio Signego (it)  |  |
| 2005      | Adriano Angeloni        | Donato Cannone      | Luca Capodaglio       |  |
| 2006      | annulé                  |                     |                       |  |
| 2007      | Stefano Usai            | Fabio Terrenzio     | Oleksandr Surutkovych |  |
| 2008      | Alan Marangoni          | Paolo Ciavatta      | Julián Arredondo      |  |
| 2009      | Davide Mucelli          | Matteo Rabottini    | Giuseppe Rufo         |  |
| 2010      | Antonio Parrinello      | Angelo Gargaro      | Fabrizio Venezia      |  |
| 2011      | Donato De Ieso          | Salvatore Puccio    | Julián Arredondo      |  |
| 2012      | Patrick Facchini        | Alessio Taliani     | Alessio Marchetti     |  |
| 2013      | Paolo Colonna           | Alessio Mischianti  | Alessio Taliani       |  |
| 2014      | Giulio Ciccone          | Devid Tintori       | Luca Sterbini         |  |
| 2015      | Pierpaolo Ficara        | Marco Bernardinetti | Maxim Rusnac          |  |
| 2016      | Filippo Zaccanti        | Stepan Kurianov     | Jacopo Billi          |  |
| 2017      | Andrea Toniatti         | Matteo Fabbro       | Kristian Yustre       |  |
| 2018      | Filippo Rocchetti       | Lorenzo Friscia     | Andrea Meucci         |  |
| 2019-2021 | annulé                  |                     |                       |  |